# Communauté de communes des Collines
La communauté de communes des Collines (COCOCO) était une des 4 structures intercommunales de la région mulhousienne, située en France dans le département du Haut-Rhin et la région Alsace. 

## Histoire
D'abord créée avec les communes de Riedisheim et Zimmersheim en janvier 1998, elle a intégré les communes de Bruebach, Brunstatt, Eschentzwiller et Flaxlanden fin 2001.
Par arrêté préfectoral du 16 décembre 2009, la Communauté d'agglomération Mulhouse Sud-Alsace a fusionné avec la Communauté de communes de l'Ile Napoléon et la communauté de communes des Collines, avec rattachement des communes d'Illzach, Galfingue, Pfastatt et Heimsbrunn pour donner naissance à Mulhouse Alsace Agglomération.

## Composition
La communauté de communes regroupe 6 communes :
- Bruebach
- Brunstatt
- Eschentzwiller
- Flaxlanden
- Riedisheim
- Zimmersheim